# Cylindrobulla xishaensis
Cylindrobulla xishaensis is een slakkensoort uit de familie van de Cylindrobullidae. De wetenschappelijke naam van de soort is voor het eerst geldig gepubliceerd in 1978 door Lin.